# Зловживання димедролом
Зловживання димедролом — використання димедролу (дифенгідраміну), антигістамінного препарату з центральною холінолітичною дією, в рекреаційних цілях. При прийомі великих доз даний лікарський засіб викликає делірій, токсикомани входять в цей психопатологічний стан щоб отримати незвичайні переживання, змінити психічний стан, звільнитися від душевної порожнечі і нудьги, іноді для досягнення ейфорії. Частіше за інших речовини цієї групи, на зразок циклодолу, піпольфену або димедролу використовується підлітками, так як для них це єдині доступні засоби для зміни свідомості і відходу від проблем.

## Гостра інтоксикація. Клінічна картина
Клінічні прояви димедролового делірію схожі з циклодоловими. Попередня інтоксикації обстановка («сет і сетинґ») зазвичай визначає те, який афективний (емоційний) фон буде при сп'янінні (від страху до ейфорії), а також сутність зорових галюцинацій. Зорові галюцинації калейдоскопічні, характерна швидка зміна картин і епізодів. За несприятливої попередньої обстановки, наприклад сутичками і бійками з іншими людьми, в видіннях переважають картини битв і побоїщ. Токсикомани в цьому випадку бачать людей, що загрожують їм вбивством.
На піку делірію критичність до галюцинацій пропадає, токсикоман стає небезпечним для себе і оточуючих.
У разі поєднання високих доз алкоголю і димедролу розлади сприйняття і афективні порушення стають ще більш вираженими і важкими. Так як димедрол добре розчиняється в спирті, 5-10 таблеток полегшують всмоктування препарату і прискорюють розвиток делірію.
Найчастіше підлітки вживають димедрол разом з алкоголем для досягнення стану «оглушення», за словами А. С. Тіганова «однією з форм ейфорії».
Атропін викликає подібні психічні розлади, дімедроловий і атропіновий делирії досить схожі.
Наслідки зловживання антигістамінними препаратами куди серйозніше, ніж, наприклад, транквілізаторами. Антигістамінні препарати і димедрол зокрема можуть при тривалому зловживанні привести до психоорганічного синдрому і серйозно пошкодити розум і пам'ять.

## Посилення дії алкоголю
При невеликих дозах (0,1-0,15 г або 2-3 таблетки) димедрол підсилює алкогольне сп'яніння. При такому способі вживання він може сприяти швидкій «відключці» з подальшим глибоким сном.

## Важке передозування ліків
При передозуванні димедролу або інших ліків групи антигістамінних препаратів виникають психози, які характеризуються галюцинаторно-божевільною симптоматикою, психомоторним збудженням і затьмаренням свідомості.

## Використання опійними наркоманами
Димедрол також використовують опійні наркомани, які вживають хімічно оброблені препарати опіуму. Димедрол вони додають до опіатів (в тому числі до героїну) для продовження періоду ейфорії.